# São Fidélis (kommun)
São Fidélis är en kommun i Brasilien.   Den ligger i delstaten Rio de Janeiro, i den sydöstra delen av landet, 900 km sydost om huvudstaden Brasília. Antalet invånare är 37 553.
Följande samhällen finns i São Fidélis:
- São Fidélis

Omgivningarna runt São Fidélis är huvudsakligen savann. Runt São Fidélis är det glesbefolkat, med 19 invånare per kvadratkilometer.